# Fulda-Marathon
Der Fulda-Marathon ist ein Halbmarathon, der jährlich Anfang September in der osthessischen Barock- und Bischofsstadt Fulda ausgetragen wird. Bis 2006 gehörte zu der Veranstaltung auch ein Marathonlauf.

## Geschichte
Die Ursprünge des Fulda-Marathons reichen bis in die 1970er Jahre zurück. In den Jahren 1977 und 1978 fanden die ersten Fulda-Marathons sowie Kavallerie-Halbmarathons statt. Ausrichter waren das bis 1994 in Fulda stationierte 11. Panzeraufklärungsregiment Blackhorse (11th Armored Cavalry Regiment) der US-Armee und die amerikanische Militärgemeinde.
Der Kavallerie-Halbmarathon wurde von Teams ausgetragen, die aus mindestens 15 und höchstens 25 Läufern bestanden. Die Mannschaft musste die gesamte Strecke über in 2er-Formation laufen und der Mannschaftsführer musste einen Mannschaftswimpel mitführen. Mindestens 15 Läufer mussten das Rennen beenden.
Bald hatte sich der Kavallerie-Halbmarathon zur größten militärischen Sportveranstaltung in Europa entwickelt. Erst in den letzten Jahren sprang die Faszination dieses Laufereignisses auch auf die regionale und überregionale Laufszene über. Für viele Läufer wurde der Fulda-Marathon zum zentralen Laufereignis im Laufkalender.
Am 29. August 1993 fand der Fulda-Marathon das letzte Mal unter der Regie der US-Amerikaner statt. Am Start waren 1260 Marathonläufer, 792 Halbmarathonläufer und 32 Mannschaften für den Mannschaftslauf, darunter zwei Männerteams und ein Frauenteam vom Lauftreff LG Fulda.
Mit dem Abzug der amerikanischen Truppen aus Fulda schien zugleich auch das Ende des Fulda-Marathon besiegelt. In einer beispielhaften Initiative hatte sich der Lauftreff Fulda jedoch entschlossen, die Tradition des Fulda-Marathon fortzusetzen. Speziell der Mannschaftslauf sollte dabei in seiner Einzigartigkeit erhalten bleiben. Ein kleines Team von fünf Läufern des Lauftreffs nahm die Organisation in die Hand.
So fand bereits 1994 der erste Fulda-Marathon unter der Regie des Lauftreffs Fulda statt. Von 1979 bis einschließlich 2006 wurde der Fulda-Marathon sowohl über die klassische als auch über die Halbdistanz ausgetragen, während ab 2006 die längste Strecke der Halbmarathon ist.

## Wettbewerbe
Der Fulda-Marathon umfasst folgende Wettbewerbe (Stand: 2015):
- Halbmarathon-Einzel (Herren, Damen)
- Halbmarathon Team (Herren, Damen)
- 10-KM-Lauf
- Mini-Marathon Weiterführende Schulen (5 km)
- Mini-Marathon Grundschulen (2,5 km)

## Streckenführung

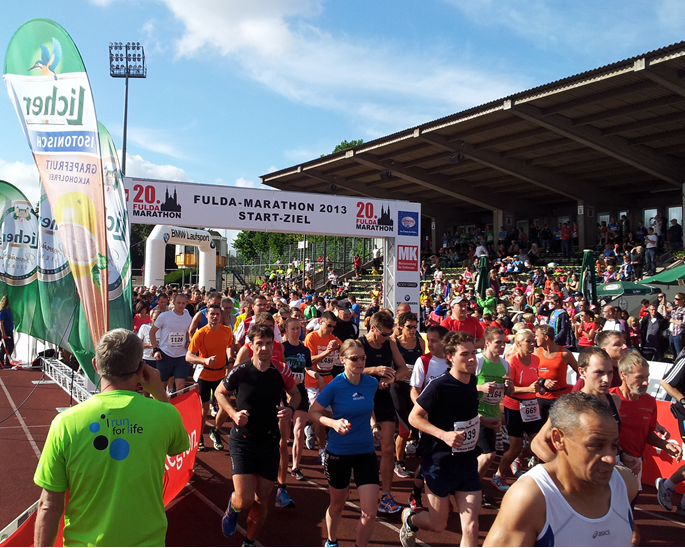
Impressionen vom Start

Die Strecke ist ein DLV-vermessener Kurs für den Halbmarathon und die 10-KM-Strecke. Die Strecke führt durch die barocke Innenstadt von Fulda und entlang der Fulda-Auen bis zum Wendepunkt im Stadtteil Gläserzell. Mit ca. 32 Höhenmetern ist die Strecke recht eben und führt über Straßen und befestigte Wege.
Der Start und Ziel sind im Stadion der Stadt Fulda. Entlang der Unterstadt führt die Strecke am Dom vorbei durch die Innenstadt in den Schlossgarten und unterhalb des Frauenbergs auf die Landschaftsschleife nach Gläserzell zum Wendepunkt. Auf dem Rückweg entlang der Fulda über Maberzell führt die Strecke wiederum durch die historische Altstadt um dann nach Umrundung der beiden Ausweiher zum Ziel in das Stadion der Stadt Fulda zu führen.
Da Start und Ziel gegenüber der Haupttribüne im HLV-ausgezeichneten Stadion der Stadt Fulda liegen, bieten sich nicht nur den Läufern beim Zieleinlauf eine herausragende Kulisse, sondern auch den Zuschauern bietet sich viele Möglichkeiten, die Athleten entsprechend anzufeuern.
Gerade auch im Bereich des Stadtschlosses, den die Läufer mehrfach passieren, findet hier eine lautstarke Unterstützung statt.
Seit 2013 wurde das Streckenangebot um die DLV-vermessene 10-KM-Strecke ergänzt, die zu weiten Teilen auf dem Halbmarathon-Kurs stattfindet.
Außerdem werden 5 km Walking angeboten, sowie Mini-Marathons von 2,2 km und 4,4 km für Kinder.

## Statistik

### Streckenrekorde
Halbmarathon (vermessene Strecke; seit 2013)
- Männer: 1:07:46 h, Christian Schreiner, 2017
- Frauen: 1:24:53 h, Nadine Hübel, 2018

Halbmarathon (bis 2012)
- Männer: 1:08:40 h, Ybekal Daniel Berye, 2011
- Frauen: 1:17:52 h, Monika Schuri, 2002

Marathon
- Männer: 2:15:11 h, Andreas Scheibelhut (D), 1997
- Frauen: 2:49:47 h, Monika Moser (SUI), 1996

### Siegerlisten

#### Halbmarathon
| Datum         | Männer                | Nation      | Zeit      | Frauen                        | Nation      | Zeit       |
| ------------- | --------------------- | ----------- | --------- | ----------------------------- | ----------- | ---------- |
| 10. Sep. 2022 |                       |             |           |                               |             |            |
| 15. Sep. 2019 | Peter Santagati       |             | 1:11:44   | Johanna Heinbuch              |             | 1:28:41    |
| 9. Sep. 2018  | Ilyas Iman -3-        |             | 1:15:20   | Nadine Hübel                  |             | 1:24:53    |
| 10. Sep. 2017 | Christian Schreiner   |             | 1:07:46   | Franziska Baist               |             | 1:29:27    |
| 11. Sep. 2016 | Ilyas Iman -2-        |             | 1:13:16   | Katrin Schilde                |             | 1:38:00    |
| 13. Sep. 2015 | Ilyas Iman            |             | 1:10:07   | Nina Vabic                    |             | 1:26:00    |
| 14. Sep. 2014 | Sammy Schu            |             | 1:13:24   | Anna-Lisa Bechtloff           |             | 1:27:09    |
| 1. Sep. 2013  | Johannes Arens        |             | 1:14:13   | Anna Janßen                   |             | 1:25:28    |
| 2. Sep. 2012  | Niels Bubel           |             | 1:10:59   | Katharina Purcz               |             | 1:25:39    |
| 4. Sep. 2011  | Ybekal Daniel Berye   | Äthiopien   | 1:08:40   | Anna Hahner / Lisa Hahner     | Deutschland | 1:24:20    |
| 5. Sep. 2010  | Sascha Wingenfeld -3- |             | 1:13:10   | Daniela Kircher               |             | 1:30:15    |
| 6. Sep. 2009  | Joachim Katzer -5-    |             | 1:16:38,0 | Nadine Hübel                  |             | 1:24:55,0  |
| 7. Sep. 2008  | Dirk Schilde          |             | 1:15:10,7 | Karin Schilde                 |             | 1:36:00,1  |
| 2. Sep. 2007  | Ralph Schmitt         |             | 1:16:56,2 | Liesbeth van Nieuwenhoven -2- |             | 1:29:19,3  |
| 3. Sep. 2006  | Jürgen Austin-Kerl    | Deutschland | 1:09:41   | Anke Holljesiefken            |             | 1:21:43    |
| 4. Sep. 2005  | Jürgen Brähler        |             | 1:18:01,0 | Karin Severin-Lenz            |             | 1:35:40,5  |
| 5. Sep. 2004  | Uli Pfuhlmann         |             | 1:13:15,1 | Liesbeth van Nieuwenhoven     |             | 1:29:48,7  |
| 7. Sep. 2003  | Matthias Jahn         |             | 1:13:49,7 | Heike Grob                    |             | 1:25:45,0  |
| 1. Sep. 2002  | Manfred Dusold        |             | 1:09:59,4 | Monika Schuri                 | Deutschland | 1:17:51,4  |
| 2. Sep. 2001  | Sascha Wingenfeld -2- |             | 1:12:39,5 | Katrin Schneider              |             | 1:31:51,80 |
| 3. Sep. 2000  | Sascha Wingenfeld     |             | 1:13:28,9 | Kerstin Hurell                |             | 1:33:13,7  |
| 5. Sep. 1999  | Joachim Katzer -4-    |             | 1:12:36,9 | Gabi Nadler -2-               |             | 1:28:26,1  |
| 6. Sep. 1998  | Thomas Herget         |             | 1:14:06   | Petra Werthmann               |             | 1:31:59    |
| 7. Sep. 1997  | Christian Bauer       |             | 1:09:20   | Elfie Jergas                  |             | 1:30:09    |
| 1. Sep. 1996  | Joachim Katzer -3-    |             | 1:11:35   | Gabi Nadler                   |             | 1:26:49    |
| 3. Sep. 1995  | Joachim Katzer -2-    |             | 1:12:32   | Carmen Hildebrand -2-         |             | 1:29:57    |
| 4. Sep. 1994  | Joachim Katzer        |             | 1:14:29   | Carmen Hildebrand             |             | 1:36:01    |

#### Marathon
| Jahr | Männer               | Nation      | Zeit      | Frauen                | Nation  | Zeit      |
| ---- | -------------------- | ----------- | --------- | --------------------- | ------- | --------- |
| 2006 | Thomas Lindner       |             | 2:51:25   | Heike Grob            |         | 3:28:36   |
| 2005 | Marco Diehl          |             | 2:38:41,5 | Sigrid Schulmeyer     |         | 3:50:47,7 |
| 2004 | Frank Jiptner -3-    |             | 2:34:16,5 | Andrea Schellenberger |         | 3:39:12,7 |
| 2003 | Dimitrios Voulasikis |             | 2:42:10,6 | Urte Leonhardt        |         | 3:30:18,3 |
| 2002 | Frank Jiptner -2-    |             | 2:33:04,4 | Carmen Hildebrand     |         | 3:14:26,7 |
| 2001 | Thomas Herget -3-    |             | 2:40:01,3 | Gerlinde Ohlmann      |         | 3:29:28,3 |
| 2000 | Helmut Marenholz -2- |             | 2:32:24,1 | Simone Stöppler -2-   |         | 3:05:59,6 |
| 1999 | Frank Jiptner        |             | 2:36:40,8 | Kerstin Hurell        |         | 3:20:56,1 |
| 1998 | Richard Wick         |             | 2:39:01   | Barbara Szlachetka    | Polen   | 4:03:07   |
| 1997 | Andreas Scheibelhut  | Deutschland | 2:15:11   | Simone Stöppler       |         | 2:59:10   |
| 1996 | Helmut Marenholz     |             | 2:28:42   | Monika Moser          | Schweiz | 2:49:47   |
| 1995 | Thomas Herget -2-    |             | 2:33:28   | Janina Rosinka        | Polen   | 3:28:14   |
| 1994 | Thomas Herget        |             | 2:34:16   | Gisela König          |         | 3:21:20   |

### Entwicklungen der Teilnehmerzahlen (über alle Wettbewerbe)
| Jahr | Teilnehmer |                                                         |
| ---- | ---------- | ------------------------------------------------------- |
| 2015 | 3063       | ---                                                     |
| 2014 | 2510       | ---                                                     |
| 2013 | 3074       | ab 2013 vermessene Strecken über 10 km und Halbmarathon |
| 2012 | 2604       | ---                                                     |
| 2011 | 2502       | ---                                                     |
| 2010 | 2208       | ab 2010 Strecke durch die Innenstadt Fuldas             |
| 2009 | 1733       | ---                                                     |
| 2008 | 1517       | ---                                                     |

### Entwicklungen der Finisherzahlen
| Jahr | Halb- marathon | davon Frauen | Marathon | davon Frauen |
| ---- | -------------- | ------------ | -------- | ------------ |
| 2009 | 710            | 164          | ---      | ---          |
| 2008 | 711            | 147          | ---      | ---          |
| 2007 | 681            | 149          | ---      | ---          |
| 2006 |                |              | 084      |              |
| 2005 |                |              | 118      |              |
| 2004 | 785            | 217          | 128      | 10           |
| 2003 |                |              |          |              |
| 2002 |                |              | 176      | 30           |
| 2001 |                |              | 174      | 15           |
| 2000 | 419            | 061          | 133      | 15           |
| 1999 | 375            | 067          | 129      | 17           |